# Mariano Lino Urquieta
Mariano Lino Urquieta (* Moquegua, 16 de septiembre de 1865 - Arequipa, 14 de agosto de 1920) fue un médico, político y poeta peruano.

## Biografía
Lino Urquieta nació en Moquegua, el 16 de septiembre de 1865, hijo de Miguel Urquieta Ribamontán y Petrona Ampuero. Hizo sus estudios en el Colegio Nacional La Libertad, para posteriormente viajar a Lima para seguir la carrera de Medicina en la Universidad Nacional Mayor de San Marcos, graduándose en 1892.
Funda la filial del Partido Liberal, que era liderado en Lima por Augusto Durand, convirtiéndose en uno de los mayores líderes de los liberales de inicios del siglo XX en Arequipa, donde residía. Sufre atentados contra su vida y fue deportado en 1904 a Bolivia, producto de la intensa actividad política revolucionaria liberal en la Ciudad Blanca. Fue editor de los periódicos "El Ariete" en Arequipa y "La Libertad" en Moquegua.
Escritor de poemas, un bardo anónimo canta su poema "Despedida", poniéndole música en un sentido yaraví.
Es elegido Diputado por Arequipa, cargo que ejerce de 1908 a 1912, contándose varios proyectos presentados como la Ley sobre divorcio, sobre protección de los trabajadores, la democratización de la educación y reforma universitaria.
Posteriormente, en 1917 fue elegido Senador por Arequipa. Sin embargo, el 4 de julio de 1919 Augusto B. Leguía realiza un golpe de Estado y disuelve el Congreso.